# سیارک ۶۰۵۷
سیارک ۶۰۵۷ (به انگلیسی: 6057 Robbia، نامگذاری:5182T-3) شش هزار و پنجاه و هفتمین سیارک کشف شده‌است که در ۱۶ اکتبر ۱۹۷۷ کشف شد.
قدر مطلق سیارک برابر ۱۱٫۱۰ است.